# Airbeat One
Le Airbeat One est un festival allemand d'EDM, organisé à Neustadt-Glewe, dans le Mecklembourg-Poméranie-Occidentale. Il est notamment connu pour son concept de spectacle, selon lequel un thème de pays différent est mis en œuvre chaque année. En 2023, le festival enregistre un total d'environ 210 000 visiteurs. Il compte ainsi parmi les plus grands festivals de ce type en Allemagne et en Europe.

## Histoire

### Débuts
La première édition du festival a lieu en 2002 à l'aérodrome de Neustadt-Glewe. Il est créé sous le nom d'Airbase One (également appelé Airbase-One) par l'entreprise de technique événementielle Music Eggert, également connue sous le nom de Me-Events. Après la première édition, qui a attiré environ 1 000 visiteurs, il est prévu de l'organiser chaque année. Pour des raisons de droit des marques, la troisième édition est rebaptisée Airbeat One. En 2007, le festival a lieu sur un lac près de Neu Zachun.

### Styles musicaux et évolution
Le style musical était au départ très orienté vers la trance, mais il a perdu de son importance avec Airbeat One. C'est pourquoi d'autres scènes ont été construites, axées sur un genre particulier et de taille équivalente. Parmi elles, des courants tels que le hardstyle, la techno, la psytrance ou la house sont représentés. En 2010, une scène principale est installée pour la première fois afin de présenter des artistes de renom sur une scène principale, indépendamment du genre. Alors que l'année suivante, on trouvait onze scènes, ce nombre est rapidement réduit et l'accent est mis sur les scènes les plus importantes. Les styles hardstyle, Goa, deep house et electro house sont alors particulièrement mis en avant. De 2009 à 2013, l'événement est ouvert le jeudi par des DJ débutants de l'association à but non lucratif Coreplex e. V. sur l'aire de camping, tandis que depuis 2014, les premiers DJ jouent le mercredi sur une scène située sur le terrain VIP.
La sous-entreprise Electronic-Dance (ou Club-Sounds) de Sony Music réalise en 2015 des documentaires ainsi que des interviews avec un certain nombre d'artistes. Après le déclin des visiteurs l'année dernière, on mesure la plus grande augmentation jusqu'à présent avec 27 000 billets vendus.

### Popularité en hausse fulgurante
En 2016, un anniversaire est célébré pour la 15e édition du festival et un record est établi avec 40 000 visiteurs. De plus, l'organisateur Q-dance exploite sa propre scène. Le line-up de cette scène est marqué notamment par des représentants du hardstyle (dont le style rawstyle). Des DJ et groupes de hardstyle avec un degré de notoriété beaucoup plus élevé sont recrutés, comme D-Block & S-te-Fan, Noisecontrollers, Brennan Heart, Wasted Penguinz, Da Tweekaz, Bass Modulators et Audiotricz ; le retour de Coone, Code Black et Atmozfears est aussi remarqué. De plus, l'équipe d'Airbeat One annonce que l'ensemble de l'affiche de cette édition serait bien plus importante que celle des années précédentes, avec plus de 40 artistes se produisant sur une scène installée sur la plage Barracuda Beach toute proche.
En 2017, le nombre de visiteurs augmente de nouveau de 5 000. Un autre grand nom de la scène EDM fait ses débuts au festival avec la prestation du DJ néerlandais Hardwell. Timmy Trumpet et Headhunterz sont également recrutés pour la Mainstage. Tous deux connaissent un grand succès l'année dernière et jouent pour la première fois sur la scène principale. Sur la scène Q-dance, diverses prestations B2B (back-to-back) ont lieu, ce qui était également une première à ce jour ; Ran-D et Atmozfears, ainsi qu'Angerfist et Partyraiser, entre autres, jouent ensemble sur scène.
Le 16 avril 2020, Music Eggert annonce que la l'annulation de la 19e édition du festival Airbeat One, initialement prévue du 8 au 12 juillet 2020, en raison de la pandémie de Covid-19. Le thème Eine Reise nach Italien (français : Un voyage en Italie), qui devait avoir lieu en 2020, est reporté en conséquence à 2021. En août 2021, le festival est de nouveau annulé et reporté du 6 au 10 juillet 2022. Là encore, la raison était la persistance de la pandémie de Covid-19. En juillet 2022, le festival a de nouveau lieu après une pandémie persistante. À cette occasion, le festival établit un nouveau record à l'échelle de l'Allemagne et réunit sur ses scènes 37 DJ figurant dans le classement Top 100 du DJ Mag. La pré-ouverture du mercredi attire 20 000 visiteurs. Le dernier jour, ils étaient 65 000. Au total, 200 000 visiteurs de plus de 50 pays se rendent à la 19e édition du festival.
Lors de l'édition 2024, le thème du festival a pour intitulé la "France". La Mainstage étant incarné par l'Arc de triomphe, le Louvre et le château de Versailles.

## Organisation
Le site se trouve sur l'aérodrome de Neustadt-Glewe dans le Mecklembourg-Poméranie occidentale, juste à côté de l'autoroute A24 Hambourg-Berlin. Outre les six scènes, le site comprend un vaste terrain de camping. Le site de la manifestation dispose de plusieurs stations sanitaires pour les premiers secours rapides ainsi que d'une station de la police.
Pour les déplacements en transports en commun, il existe, outre les liaisons ferroviaires, plusieurs lignes de bus longue distance. Il existe plusieurs lignes de bus gratuites pour le transfert depuis le parking des visiteurs à la journée ou pour les trajets vers la ville de Neustadt-Glewe ainsi que vers un lac de baignade situé à proximité.

### Terrain de camping

Vue aérienne de certaines parties du camping et du mainstage, 2019.

Le terrain de camping est divisé en zones VIP, Main, Special et North-Camping, qui disposent pour la plupart de leurs propres installations sanitaires. Il est également possible de louer ses propres toilettes Dixi, des coffres-forts ainsi que des powerbanks.

### Site

#### Mainstage
La Mainstage présente des DJs de renommée internationale de différents genres. Ceux-ci peuvent être classés dans le domaine de l'EDM. De plus, c'est ici qu'a lieu un grand spectacle pyrotechnique et lumineux, en lien avec le feu d'artifice principal qui a lieu dans la nuit de samedi à dimanche. Le style de la scène principale est adapté au thème annuel du festival.

#### Harder Stage
Depuis 2016, la scène sur laquelle est présenté le hardstyle est hébergée par l'organisateur de musique et le label discographique Q-dance (entre autres organisateur du Defqon.1 et du Q-Base). En 2016, il s'agissait de la soi-disant scène Lion et pour 2017, la scène RAM est annoncée. Outre les artistes hardstyle classiques, des DJ issus du rawstyle et du hardcore s'y produiront également. Pendant toute la durée du festival, MC Villain sera actif sur scène en tant que MC. La Harder Stage est la deuxième plus grande scène du site et possède également un grand répertoire de pyrotechnie, raison pour laquelle un feu d'artifice y sera également tiré le dimanche.

#### The Arena
L'Arena Stage existe depuis 2018. L'Arena Stage représente principalement le genre techno et se déroule sous un grand chapiteau d'environ 5000m² pouvant accueillir environ 7000 personnes. La scène est décorée selon le thème de l'année, avec un design typique de chaque pays.

#### Second Stage
Sur la Second Stage, on peut entendre de la musique du domaine de la transe psychédélique. Le floor est recouvert d'un grand voile solaire coloré. La scène est équipée d'éléments de design psychédéliques, conformément à l'orientation musicale.

#### Terminal Stage
La Terminal Stage accueille principalement des genres tels que l'électro, la tech house et la tropical house. Le Terminal Stage se trouve à l'intérieur d'un grand chapiteau identique à l'Arena Stage.

#### Classic Stage
Depuis 2024, il existe une autre scène, la Classic Stage. Sur la Classic Stage se produisent en particulier des DJs qui ont acquis une grande notoriété dans les années précédentes. L'accent est mis sur les sets avec les morceaux les plus populaires de cette époque.